# Melvyn Douglas
Melvyn Douglas (5 d'abril de 1901, Macon, Geòrgia (Estats Units) – 4 d'agost de 1981, Nova York, Estats Units) va ser un actor estatunidenc.

## Biografia
Melvyn Edouard Hesselberg va néixer en Macon (Geòrgia), fill d'Edouard Gregory Hesselberg, pianista jueu lituà i Lena Priscilla Shackelford. Malgrat que el seu pare va intentar que el seu fill pogués estudiar música en diferents universitats dels Estats Units i Canadà, Douglas mai va arribar a graduar-se. Poc després, lluitaria en la Primera Guerra Mundial, i en llicenciar-se Melvyn es va iniciar en l'art interpretatiu representat multitud d'obres teatrals amb diverses companyies com l'Owens Repertory Company.
A finals dels anys 20, va aconseguir debutar en ciutats com Sioux City (Iowa), Evansville (Indiana), Madison (Wisconsin) i Detroit (Michigan). Al principi de la dècada dels 30, debutaria a Broadway de protagonista amb la que seria la seva primera esposa, Helen Gahagan, a Tonight or Never until just before his death.
Al mateix temps protagonitza la seva primera pel·lícula, de terror, The Old Dark House (1932). A aquesta van seguir pel·lícules de molt diferent perfil: des d'èpiques com a Captains Courageous (1937) de Victor Fleming, fins a comèdies com Ninotchka (1939) d'Ernst Lubitsch al costat de Greta Garbo, La dona de les dues cares (1939) de George Cukor o A woman's face (1941).
Durant la Segona Guerra Mundial, Douglas va servir primer com a director en l'Oficina de defensa civil, i després en l'exèrcit. Tornaria al cinema per interpretar papers més madurs com Sea of Grass (1947) d'Elia Kazan, Els Blandings ja tenen casa (1948) d'H.C. Potter, The Great Sinner (1949) de Robert Siodmak o El secret d'una dona (1949) de Nicholas Ray.
En la dècada dels 50, la carrera de Douglas sofriria un revés, ja que la seva dona Helen Gahagan lluitaria amb Richard Nixon per l'estat de Califòrnia el 1950. Nixon acusaria a Gahagan de comunista per la seva manifesta oposició al comitè d'activitats antiamericanes. Tot això també va afectar Douglas, que només va estrenar dos films al començament del decenni per no tornar a aparèixer fins als anys 60 en la pantalla gran. Mentrestant, va tornar al teatre i va poder ser vist en alguns treballs televisius. De fet, el 1959 va realitzar el debut del musical de l'obra de Marc Blitzstein Juno, basat en l'obra de Sean O'Casey Juno and the Paycock.
Els millors temps de Douglas tornarien la dècada dels 60, amb pel·lícules com The Americanization of Emily, Hud, El candidat i I Never Sang for My Father, per la qual seria nominat als Oscar en la categoria de millor actor. A més, Douglas guanyaria el premi Tony per la seva actuació en l'obra teatral The Best Man de Gore Vidal, i l'Emmy pel seu paper en el telefilm de 1967 Do Not Go Gentle Into That Good Night.
L'última aparició de Douglas seria en The Hot Touch (1982). Douglas moriria de pneumònia el 4 d'agost de 1981. Douglas té dos estrelles en el Passeig de la Fama de Hollywood, una en el 6423 Hollywood Blvd. i la segona pel seu treball en televisió en el 6601 de Hollywood Blvd.

## Filmografia
| - 1931: Tonight or Never: Jim Faichier - 1932: Prestige: Tinent / Capità Andre Verlaine - 1932: The Wiser Sex: David Rolfe - 1932: The Broken Wing: Philip Marvin - 1932: As You Desire Me: Comte Bruno Varelli - 1932: The Old Dark House: Roger Penderel - 1933: The Vampire Bat: Karl Brettschneider - 1933: Nagana: Dr. Walter Tradnor - 1933: Counsellor at Law: Roy Darwin - 1934: Woman in the Dark: Tony Robson - 1934: Dangerous Corner: Charles Stanton - 1935: The People's Enemy: George R. 'Traps' Stuart - 1935: She Married Her Boss: Richard Barclay - 1935: Mary Burns, Fugitive: Barton Powell - 1935: Annie Oakley: Jeff Hogarth - 1935: The Lone Wolf Returns: Michael Lanyard - 1936: And So They Were Married: Stephen Blake - 1936: The Gorgeous Hussy: John Randolph - 1936: Theodora goes wild: Michael Grant - 1937: Women of Glamour: Richard 'Dick' Stark - 1937: Captains Courageous: Mr. Cheyne - 1937: I Met Him in Paris: George Potter - 1937: Angel: Anthony 'Tony' Halton - 1937: I'll Take Romance: James Guthrie - 1938: Arsene Lupin: Arsene Lupin / Rene Farrand - 1938: There's Always a Woman: William 'Bill' Reardon - 1938: The Toy Wife: George Sartoris - 1938: Fast Company: Joel Sloane - 1938: That Certain Age: Vincent Bullitt - 1938: The Shining Hour: Henry Linden - 1939: There's That Woman Again: William 'Bill' Reardon - 1939: Tell No Tales: Michael Cassidy - 1939: Good Girls Go to Paris: Ronald Brooke - 1939: Ninotchka: Comte Leon d'Algout - 1939: The Amazing Mr. Williams: Kenny Williams - 1940: Too Many Husbands: Henry 'Hank' Lowndes - 1940: He Stayed for Breakfast: Paul Boliet - 1940: Third Finger, Left Hand: Jeff Thompson, també conegut com a Tony Merrick - 1940: Allò que en diuen amor (This Thing Called Love): Tice Collins - 1941: Aquest sentiment incert (That Uncertain Feeling): Larry Baker - 1941: A woman's face: Dr. Gustaf Segert - 1941: Our Wife: Jerome (Jerry) Marvin - 1941: La dona de les dues cares (Two-Faced Woman): Lawrence 'Larry' Blake | - 1942: We Were Dancing: Nicholas Eugen August Wolfgang 'Nikki' Prax, també conegut com a Mr. Manescu - 1942: Tots besaven la núvia (They All Kissed the Bride): Michael Holmes - 1943: Three Hearts for Julia: Jeff Seabrook - 1947: Sea of Grass: Brice Chamberlain - 1947: The Guilt of Janet Ames: Smithfield Cobb - 1948: Els Blandings ja tenen casa (Mr. Blandings Builds His Dream House): Bill Cole - 1949: My Own True Love: Clive Heath - 1949: El secret d'una dona (A Woman's Secret): Luke Jordan - 1949: The Great Sinner: Armand de Glasse - 1951: El meu passat prohibit (My Forbidden Past): Paul Beaurevel - 1951: On the Loose: Frank Bradley - 1952: Steve Randall (sèrie TV): Steve Randall - 1962: La fragata infernal (Billy Budd): The Dansker, sailmaker - 1963: Hud: Homer Bannon - 1964: Advance to the Rear: Coronel Claude Brackenbury - 1964: The Americanization of Emily: Adm. William 'Jessie' Jessup - 1965: Once Upon a Tractor - 1965: Rapture: Frederick Larbaud - 1965: Inherit the Wind (TV): Henry Drummond - 1966: Lamp at Midnight (TV): Galileo Galilei - 1967: Hotel: Warren Trent - 1967: The Crucible (TV): Governador Danforth - 1967: Do Not Go Gentle Into That Good Night (TV): Peter Schermann - 1968: Companions in Nightmare (TV): Dr. Lawrence Strelson - 1970: Hunters Are for Killing (TV): Keller Floran - 1970: I Never Sang for My Father: Tom Garrison - 1971: The Going Up of David Lev (TV): Avi - 1971: Death Takes a Holiday (TV): Jutge Earl Chapman - 1972: One Is a Lonely Number: Joseph Provo - 1972: El candidat (The Candidate): John J. McKay - 1974: The Death Squad (TV): Capità Earl Kreski - 1974: Murder or Mercy (TV): Dr. Paul Harelson - 1974: Benjamin Franklin (TV): Benjamin Franklin - 1976: El quimèric inquilí - 1977: Portrait of Grandpa Doc: Avi - 1977: Twilight's Last Gleaming: Zachariah Guthrie - 1977: Intimate Strangers (TV): Pare de Donald - 1979: La seducció de Joe Tynam (The Seduction of Joe Tynan): Senador Birney - 1979: Being There: Benjamin Turnbull Rand - 1980: The Changeling: Sen. Joseph Carmichael - 1980: Tell Me a Riddle: David - 1981: Ghost Story: Dr. John Jaffrey - 1982: The Hot Touch: Max Reich |

## Premis i nominacions

### Premis
- 1964: Oscar al millor actor secundari per Hud
- 1968: Primetime Emmy al millor actor en sèrie dramàtica per CBS Playhouse
- 1980: Oscar al millor actor secundari per Being There
- 1980: Globus d'Or al millor actor secundari per Being There

### Nominacions
- 1964: Globus d'Or al millor actor secundari per Hud
- 1966: Primetime Emmy al millor actor en sèrie dramàtica per Inherit the Wind
- 1971: Oscar al millor actor per I Never Sang for My Father
- 1971: Globus d'Or al millor actor dramàtic per I Never Sang for My Father